# Vilanova i la Geltrú
Vilanova i la Geltrú (spaniolă Villanueva y Geltrú) este un oraș din provincia Barcelona, Catalonia, Spania.

## Personalități născute aici
- Marc Soler (n. 1993), ciclist.